# Química matemática
La química matemática es el área a las nuevas y no triviales, y se ocupa principalmente de los modelos matemáticos de los fenómenos químicos matemáticos. La química matemática hace un uso intensivo de la informática, pero no debe confundirse con la química computacional.
Las principales áreas de investigación en química matemática incluyen la teoría de grafos aplicada a la química, que trata de la topología, por ejemplo, el estudio matemático de la isomería y el desarrollo de descriptores topológicos o índices que encuentran aplicación en la relación cuantitativa estructura-propiedad, y los aspectos químicos de la teoría de grupos, que encuentran aplicaciones en estereoquímica y química cuántica.
La historia del enfoque matemático en la química se remonta a finales del siglo XIX. Georg Helm publicó un tratado titulado "Los principios de Química matemática: la energética de los fenómenos químicos" en 1894. Algunas de las publicaciones periódicas contemporáneas que están más especializadas en este campo son MATCH Communications in Mathematical and in Computer Chemistry, publicada por primera vez en 1975, y el Journal of Mathematical Chemistry, publicado por primera vez en 1987.
Los modelos básicos que emplea la química matemática son el grafo molecular y el índice topológico.
En 2005, la Academia Internacional de Química Matemática (International Academy of Mathematical Chemistry, IAMC) fue fundada en Dubrovnik (Croacia) por Milán Randic. En 2009, los miembros de la Academia eran 82 científicos de todo el mundo, entre los que se encuentran seis científicos galardonados.